# 시라이시 시즈오
시라이시 시즈오(일본어: 白石 静生, 1944년 5월 22일 ~ )는 일본의 전 프로 야구 선수이자 야구 지도자이다. 도쿠시마현 이타노군 가미이타정 출신이며 현역 시절 포지션은 투수였다.

## 인물
나루토 고등학교에서는 1962년 하계 고시엔 도쿠시마현 예선에서 가모지마 상업고등학교, 도쿠시마 공업고등학교를 상대로 2경기 연속 노히트 노런을 달성했다. 팀은 준결승에 진출했지만 도쿠시마 상업고등학교에게 완봉패를 당하여 고시엔 대회 출전을 놓쳤다. 졸업 후에는 시코쿠 철도 관리국(국유 철도 시코쿠 지사)에 입단, 1964년부터 시코쿠 전력 보강 선수로서 도시 대항 야구 대회에 2년 연속으로 출전했다. 1965년에는 준준결승까지 진출했지만 이 대회에서 우승한 덴덴 긴키와 맞대결을 펼쳤으나 1대 2로 패했다.
1966년 드래프트 2순위로 히로시마 카프에 입단하면서 프로 1년째부터 1군에 정착했으며 이듬해부터는 선발진의 일원으로 맡게 됐다. 지병인 아킬레스건 통증을 앓고 있는 와중에도 이를 극복했고, 히로시마와 한큐 양 구단에서 귀중한 좌완 투수로서 16년간 활약했다. 히로시마 시절이던 1969년에는 처음으로 두 자릿수 승리를 기록하여 11승을 남겼고 이듬해 1970년에는 자신의 시즌 최다인 13승을 올린 것과 동시에 올스타전에도 출전했다.
1975년에 고다마 요시히로, 미야모토 유키노부, 와타나베 히로키와의 맞트레이드로 오이시 야타로와 함께 한큐 브레이브스로 이적했다. 한큐에서도 선발 투수로 기용돼 그 해부터 퍼시픽 리그 4연패, 3년 연속 일본 시리즈 우승에도 큰 기여를 했는데 1977년 요미우리 자이언츠와의 일본 시리즈에서는 3차전에 선발 등판했고, 최종전인 5차전에서는 사토 요시노리를 구원하고 승리 투수가 됐다. 이듬해 1978년 야쿠르트 스왈로스와의 일본 시리즈에서도 6차전에 완투 승리를 기록했다. 이후에도 선발 투수로서 활약했지만 1982년에는 등판 기회가 없었고 그 해를 마지막으로 현역 생활을 은퇴했다.
은퇴 후 고향인 도쿠시마현에서 철판구이집을 운영했고 JR 시코쿠 경식 야구부와 도쿠시마현의 소년 야구팀을 지도했다.
2007년, 시코쿠 아일랜드 리그 팀인 도쿠시마 인디고 삭스의 제2대 감독으로 취임했다. 그러나 재임 중의 성적은 2007년 전·후기를 통해서 4위(최하위), 2008년 전기 시즌에서도 5위(전년도까지의 시코쿠 4개팀에서는 가장 낮음)를 기록하여 부진한 성적을 남겼다. 이 때문에 2008년 7월 31일부로 성적 부진에 대한 책임을 물어 감독직에서 물러남과 동시에 구단 대표로 취임했다. 2009년 6월 12일에 대표이사 사장으로 취임했다.
2010년 4월 1일, 출자 회사인 유세이 홀딩스가 철수하면서 리그 직영으로 된 것에 따른 구단 대표에서 총감독으로 보직이 변경됐다. 시즌 종료 후인 11월 30일부로 퇴임했다.

## 상세 정보

### 출신 학교
- 도쿠시마현립 나루토 고등학교

### 선수 경력
- 시코쿠 철도 관리국
- 히로시마 카프·히로시마 도요 카프(1966년 ~ 1974년)
- 한큐 브레이브스(1975년 ~ 1982년)

### 지도자 경력
- 도쿠시마 인디고 삭스 감독(2007년 ~ 2008년)

### 개인 기록
- 올스타전 출장 : 1회(1970년)

### 등번호
- 13(1966년 ~ 1968년)
- 55(1969년 ~ 1974년, 2007년 ~ 2008년)
- 20(1975년 ~ 1982년)

### 연도별 투수 성적
| 연 도       | 소 속       | 등 판 | 선 발 | 완 투 | 완 봉 | 무 4 구 | 승 리 | 패 전 | 세 이 브 | 홀 드 | 승 률 | 타 자 | 이 닝  | 피 안 타 | 피 홈 런 | 볼 넷 | 고 4 | 몸 맞 | 탈 삼 진 | 폭 투 | 보 크 | 실 점 | 자 책 점 | 평 자 책 | W H I P |
| ----------- | ----------- | ----- | ----- | ----- | ----- | ------- | ----- | ----- | -------- | ----- | ----- | ----- | ------ | -------- | -------- | ----- | ---- | ----- | -------- | ----- | ----- | ----- | -------- | -------- | ------- |
| 1966년      | 히로시마    | 24    | 5     | 0     | 0     | 0       | 1     | 2     | --       | --    | .333  | 213   | 50.0   | 51       | 6        | 13    | 0    | 3     | 27       | 1     | 0     | 30    | 30       | 5.40     | 1.28    |
| 1967년      | 히로시마    | 25    | 19    | 4     | 1     | 0       | 5     | 7     | --       | --    | .417  | 402   | 98.0   | 97       | 11       | 22    | 1    | 1     | 59       | 1     | 0     | 48    | 41       | 3.77     | 1.21    |
| 1968년      | 히로시마    | 29    | 13    | 3     | 0     | 1       | 5     | 8     | --       | --    | .385  | 473   | 114.0  | 108      | 10       | 28    | 4    | 3     | 106      | 0     | 0     | 46    | 44       | 3.47     | 1.19    |
| 1969년      | 히로시마    | 42    | 32    | 8     | 2     | 0       | 11    | 13    | --       | --    | .458  | 806   | 193.1  | 195      | 22       | 47    | 2    | 6     | 115      | 0     | 0     | 89    | 74       | 3.45     | 1.25    |
| 1970년      | 히로시마    | 41    | 30    | 7     | 2     | 2       | 13    | 11    | --       | --    | .542  | 844   | 209.2  | 185      | 18       | 55    | 6    | 1     | 124      | 2     | 2     | 71    | 66       | 2.83     | 1.14    |
| 1971년      | 히로시마    | 33    | 24    | 4     | 3     | 0       | 8     | 12    | --       | --    | .400  | 613   | 146.1  | 141      | 14       | 47    | 0    | 4     | 89       | 1     | 0     | 66    | 58       | 3.58     | 1.28    |
| 1972년      | 히로시마    | 27    | 21    | 4     | 2     | 0       | 6     | 11    | --       | --    | .353  | 537   | 125.0  | 118      | 15       | 49    | 3    | 4     | 76       | 2     | 0     | 64    | 56       | 4.03     | 1.34    |
| 1973년      | 히로시마    | 26    | 15    | 3     | 1     | 1       | 8     | 7     | --       | --    | .533  | 409   | 94.2   | 99       | 11       | 32    | 1    | 4     | 46       | 1     | 0     | 42    | 39       | 3.69     | 1.38    |
| 1974년      | 히로시마    | 23    | 14    | 2     | 1     | 0       | 2     | 6     | 0        | --    | .250  | 291   | 66.0   | 66       | 10       | 38    | 3    | 3     | 47       | 0     | 0     | 35    | 33       | 4.50     | 1.58    |
| 1975년      | 한큐        | 23    | 13    | 4     | 0     | 1       | 3     | 8     | 0        | --    | .273  | 414   | 94.1   | 90       | 15       | 47    | 3    | 3     | 36       | 0     | 0     | 43    | 40       | 3.83     | 1.45    |
| 1976년      | 한큐        | 21    | 8     | 2     | 0     | 0       | 4     | 5     | 2        | --    | .444  | 308   | 69.2   | 65       | 9        | 42    | 2    | 3     | 30       | 0     | 0     | 40    | 34       | 4.37     | 1.54    |
| 1977년      | 한큐        | 21    | 21    | 7     | 1     | 0       | 7     | 6     | 0        | --    | .538  | 578   | 131.0  | 143      | 7        | 52    | 0    | 5     | 64       | 3     | 1     | 52    | 48       | 3.30     | 1.49    |
| 1978년      | 한큐        | 14    | 13    | 2     | 0     | 0       | 3     | 5     | 0        | --    | .375  | 275   | 59.1   | 70       | 9        | 30    | 0    | 1     | 29       | 0     | 0     | 38    | 33       | 5.03     | 1.69    |
| 1979년      | 한큐        | 20    | 17    | 5     | 0     | 0       | 8     | 5     | 0        | --    | .615  | 557   | 125.1  | 129      | 23       | 52    | 0    | 4     | 57       | 1     | 0     | 64    | 58       | 4.18     | 1.44    |
| 1980년      | 한큐        | 12    | 11    | 1     | 1     | 0       | 3     | 3     | 0        | --    | .500  | 285   | 57.2   | 77       | 11       | 35    | 1    | 2     | 19       | 0     | 1     | 52    | 45       | 6.98     | 1.94    |
| 1981년      | 한큐        | 13    | 13    | 2     | 1     | 0       | 6     | 2     | 0        | --    | .750  | 294   | 65.2   | 58       | 11       | 36    | 0    | 4     | 19       | 0     | 1     | 32    | 21       | 2.86     | 1.43    |
| 통산 : 16년 | 통산 : 16년 | 394   | 269   | 58    | 15    | 5       | 93    | 111   | 2        | --    | .456  | 7299  | 1700.0 | 1692     | 202      | 625   | 26   | 51    | 943      | 12    | 5     | 812   | 720      | 3.81     | 1.36    |

- 굵은 글씨는 시즌 최고 성적.